# 피재길
피재길(皮載吉, 생몰년 불명)은 고약(膏藥)으로 유명한 종의(腫醫)이며 침의(鍼醫)이다. 본관은 홍천이며, 의관을 업으로 삼던 중인 가문이다. 중인의 족보를 모은 《성원록》에 홍천 피씨의 가계가 나오는데, 피재길의 이름은 없고, 홍양호의 《이계집》(耳溪集) 18권에 실린〈피재길소전〉에 나오는 사람이다.
피재길의 아버지도 종의였는데, 피재길이 어렸을 때 죽었다. 이에 피재길은 아버지의 의술을 물려받지 못하였고, 글을 몰라 의서도 읽지 못했다. 그런데 그 어머니가 아버지 생전에 보고 들었던 처방을 그에게 가르쳐 주었기 때문에 의원 노릇을 할 수 있었다. 그 처방이 바로 고약을 만드는 법이었다. 이렇게 배운 의술로 오만 종기에 듣는 고약을 팔며 떠돌아 다녔고, 스스로 의원이라 하지 않았으나 고약은 잘 들었다. 양반가에서도 이 근본 없는 의원을 불러 고약의 효험을 보곤 했다고 한다.
1793년 정조대왕(이산)에게 생긴 종기를 웅담을 주재료로 만든 고약으로 치료하여 내의원의 침의에 차정되고 육품의 품계를 받아 정직에 제수되었고 곧 나주감목관이 되었다.
《정조실록》 17년 7월 16일자 기사에 따르면, “상의 병환이 평상시대로 완전히 회복되었다. 지방 의원인 피재길(皮載吉)이 단방(單方)의 고약을 올렸는데 즉시 신기한 효력을 내었기 때문이었다. 재길을 약원(藥院)의 침의(鍼醫)에 임명하도록 하였다.”라고 적혀 있다.
1800년 정조가 종기로 죽었을 때 피재길이 정조의 치료에 참여했으나 효험을 보지 못하였다. 그리하여 피재길은 무산부로 귀양을 갔다가 1803년(순조 3년) 2월에 석방되었다.

## 참고 자료
- 홍양호가 지은 《이계집》(耳溪集) 〈피재길소전〉(皮載吉小傳)
- 강명관 (2004년 1월 5일). 〈수만 백성 살린 이름없는 명의들 | 민중의〉. 《조선의 뒷골목 풍경》 초 12쇄판. 서울: 푸른역사. ISBN 89-87787-74-5. |장=에 지움 문자가 있음(위치 19) (도움말)
- 〈피재길〉. 《Daum사전 - 문화원형 백과사전》. 2008년 6월 17일에 확인함.[깨진 링크(과거 내용 찾기)]
- 〈의관의 주요인물 - 피재길〉. 《Daum사전 - 문화원형 백과사전》. 2008년 6월 17일에 확인함.[깨진 링크(과거 내용 찾기)]